# Гродкув-Слёнски
Гродкув-Слёнски (пол. Grodków Śląski) — пассажирская и грузовая железнодорожная станция в городе Гродкув, в Опольском воеводстве Польши. Имеет 2 платформы и 4 пути.
Станция была построена в 1847 году, когда город Гродкув (нем. Grottkau) был в составе Королевства Пруссия.
Теперь станция Гродкув-Слёнский обслуживает переезды на линии Ныса — Гродкув-Слёнски — Бжег.